# Otto Heurnius

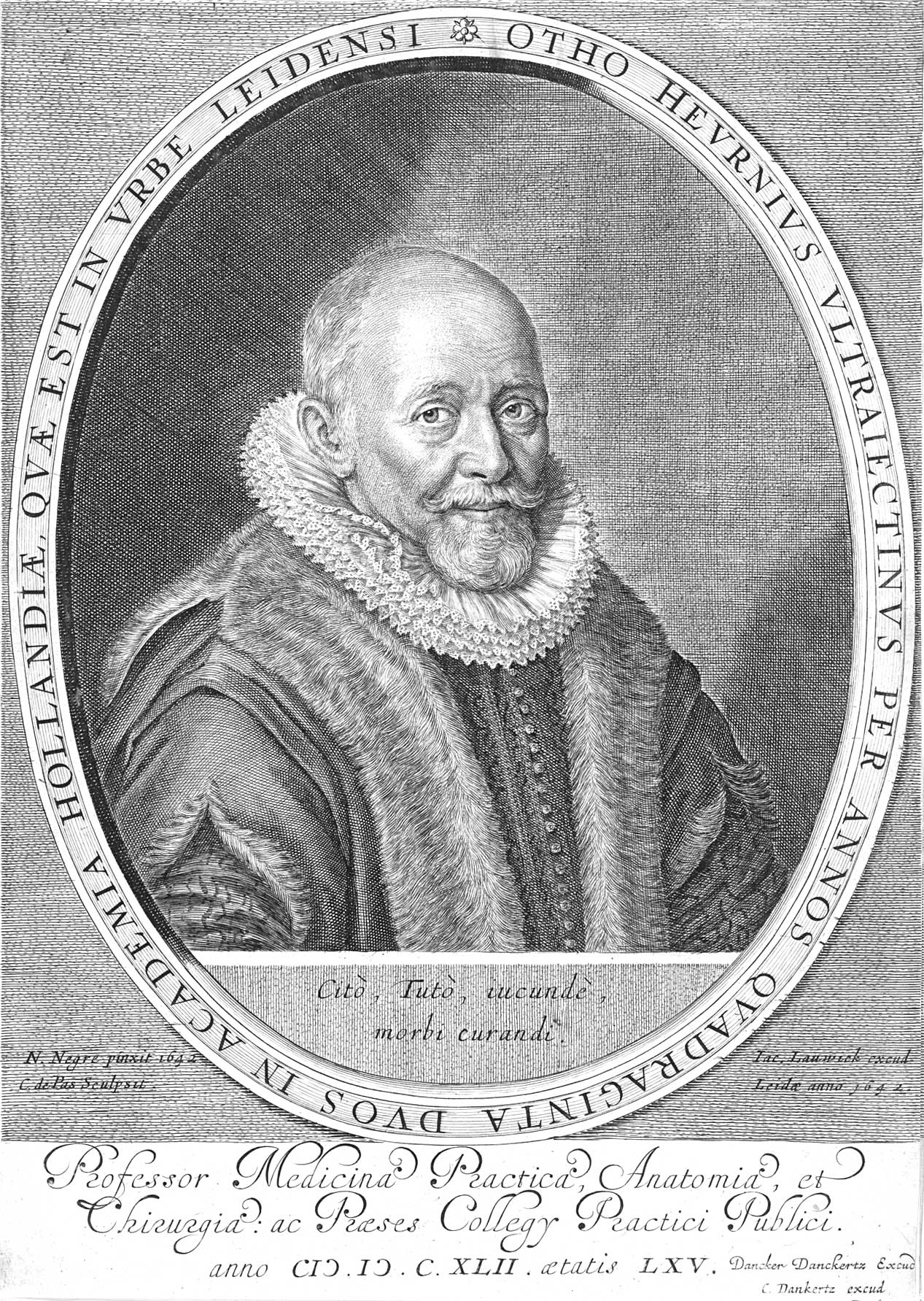
Otto Heurnius, vor 1643

Otto Heurnius, latinisiert aus Otto van Heurne (auch van Horne und Heurn; * 8. September 1577 in Utrecht; † 24. Juli 1652 in Leiden), war ein niederländischer Mediziner und Anatom.

## Leben
Otto Heurnius war der älteste Sohn von elf Kindern von Johannes Heurnius und Christina Beyer. Er ging mit seinem Vater nach Leiden, wo er seine Erziehung und wissenschaftliche Ausbildung unter dem damaligen Rektor der Leidener Lateinschule Nicolaas Stochius (1534–1593) erhielt. Im damals nicht untypischen Alter von 13 Jahren ließ er sich am 2. Mai 1590 in die Matrikel der Leidener Hochschule einschreiben, um ein Studium der Artes liberales zu absolvieren. Dabei wurde Petrus Molinaeus (1568–1658) sein prägender Lehrer, der ihm soviel philosophisches Wissen vermittelte, dass Heurnius am 24. August 1599 mit der Verteidigung der Abhandlung Theses philosophicae den akademischen Grad eines Magisters der Philosophie erwerben konnte.
Nebenher absolvierte er unter seinem Vater medizinische Studien. Seine akademischen Ambitionen brachten ihm am 8. Mai 1600 einen einjährigen Lehrauftrag für Rhetorik ein. Nachdem er am 7. Juli 1601 zum Doktor der Medizin promoviert worden war, wurde er am 30. August 1601 zum außerordentlichen Professor der Medizin berufen. Am 8. Februar 1611 wurde er ordentlicher Professor der Medizin, was ihn viel Missgunst und Gegner einbrachte. Nach dem Tod von Peter Pauw übernahm er 1618 auch die Vorlesungen zur Anatomie und Chirurgie. Die Leidener Universitätsklinik hatte er gemeinsam mit Ewaldus Schrevelius als „Collegium practicum“ initiiert.
Auch seine Sammlung anatomischen Materials, Ethnographica, Porträts, Briefe und kuriose Gegenstände erlangte einige Bedeutung. Aufgrund körperlicher Gebrechlichkeiten wurde ihm am 10. Februar 1624 Adriaan Falcenburgus (1581–1650) als Assistent an die Seite gestellt. Mit diesem und anderen musste er sich häufig über seine wenig ergötzlichen Ausführungen auseinandersetzen. Berüchtigt hierbei waren vor allem seine Interpretationen der Blutzirkulation. Heurnius hatte sich auch an den organisatorischen Aufgaben der Leidener Hochschule beteiligt und war in den Jahren 1641/42, sowie 1648/49 Rektor der Alma Mater. 1650 emeritierte Heurnius und starb im Alter von 75 Jahren.
Aus seiner 1602 geschlossenen Ehe mit Johanna van Swaenswyk stammte der Sohn Johannes († 1669), der als Lizentiat der Rechte Rat in Utrecht wurde. Zudem eine Tochter Johanna, die mit Lorenz Storm aus Den Haag verheiratet war.

## Werke
- Propempticon in discessum Jacobi Dyckii,Legati Sueciae apud foederatos ordines, quum Sueciam peteret. 1697.
- Historiae et observationes quaedam rariores ex praxi et diario. Genf 1697.
- Babylonica, Indica, Aegyptia etc. Philosophiae promodia. Leiden 1600.
- Barbaricae Philosophiae Antiquitatum LiberI., qui et Chaldaicus inscribitur. 5.Marci Antonii Sabbellici, de rerum et artium Inventoribus Poëma. 6.Barbaricae Philosophiae Antiquitatum Liber II., qui et Indicus inscribitur. Joannis Fernelii universa Medicina, sive Opera Medicinalia; primum quidam studio et diligentiâ Guilielmi Plantii elimata: Novâ hac editione, quae obscura erant, illustrata et quae deficiebant, suppleta sunt. Omnia notis,observationibus et remediis secretis Johannis et Otthonis Heurnii, aliorumque praestantissimorum Medicorum scholiis illustrati. Cum indice locupletissimo. Utrecht, 1656, 1679.
- Epistolae ad Johannem Meursium mss.